# 우주용사 씽씽캅
우주용사 씽씽캅은 선라이즈와 레드 엔터테인먼트에서 제작한 애니메이션 시리즈이다. 대한민국에서는 1999년 1월 25일부터 1999년 6월 25일까지 KBS에서 방영되었다. 